# Fernando Andrade
Pour les articles homonymes, voir Andrade.
Fernando Andrade, de son nom complet Fernando Andrade dos Santos, est un footballeur brésilien né le 8 janvier 1993 à São Paulo. Il évolue au poste d'attaquant au Casa Pia AC.

## Biographie

### En club
Après un passage dans des clubs au Brésil et au Japon à Vissel Kobe, il évolue au Portugal à compter de 2015, à son arrivée à l'Oriental Lisbonne,
Il joue notamment au FC Porto à partir de 2019. Il marque un but lors de la finale de la Coupe de la ligue portugaise 2019 perdue contre le Sporting Portugal. En 2019, il dispute le quart de finale retour de Ligue des champions contre le Liverpool FC,. Il est prêté au club saoudien de Al-Fayha FC pour la saison 2021-2022. Fernando ne disputera qu'une seule rencontre en Arabie saoudite, victime d'une rupture des ligaments croisés du genou droit. Il rentre à Porto en janvier 2022 pour finir sa rééducation. Le 14 mai 2022, Fernando Andrade entre en jeu en toute fin de match face à Estoril Praia lors de la dernière journée du championnat national pour recevoir lui aussi sa médaille de champion du Portugal. Il inscrira le but du 2-0 de la victoire des Dragons.

## Palmarès
FC Porto
- Champion du Portugal en 2022.
  - Vice-champion du Portugal en 2019.
- Finaliste de la Coupe de la Ligue en 2019.